# 朋内布墓室

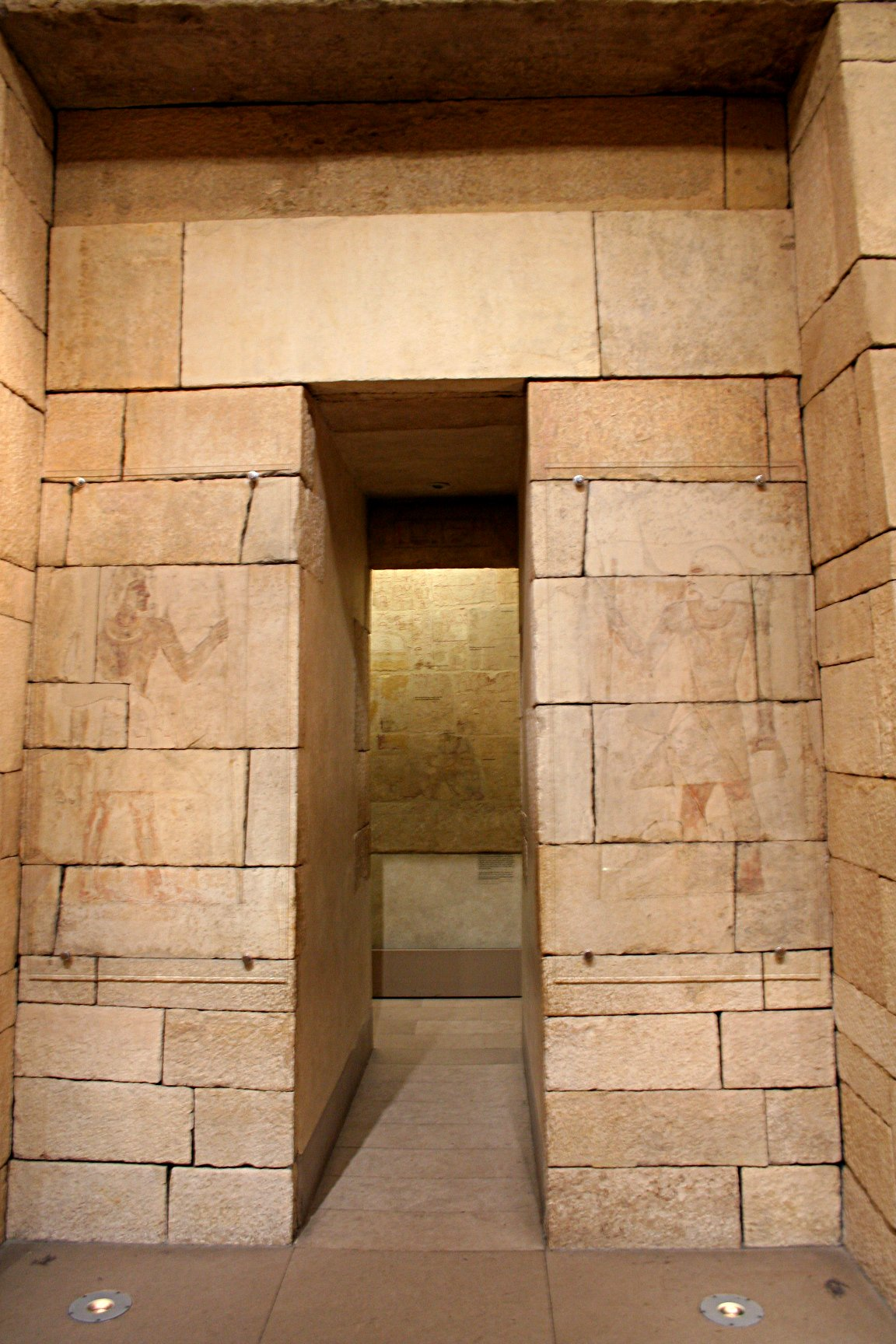
通往纽约大都会博物馆朋内布墓室的主祭拜室的入口

朋内布墓室是古埃及的馬斯塔巴式墓室，建于法老杰德卡拉和烏尼斯的统治时期（约公元前2381年至公元前2323年），位于埃及吉萨以南30公里处的萨卡拉墓地中，著名的左塞尔阶梯金字塔坐落在它的南方。这是朋内布的坟墓，从坟墓的大小和位置来看，他可能是宫廷官员或皇室成员， 负责国王的着袍和加冕仪式。他名字的意思是“我的国王与我同在”。他的坟墓与大臣夏普谢斯的坟墓相连，后者可能是朋内布的父亲。
该墓室建于埃及古王国第五王朝时期。它于1907年被发现，1913年由愛德華·哈克尼斯从埃及政府手中购得，并赠予纽约大都會藝術博物館。 

## 描述

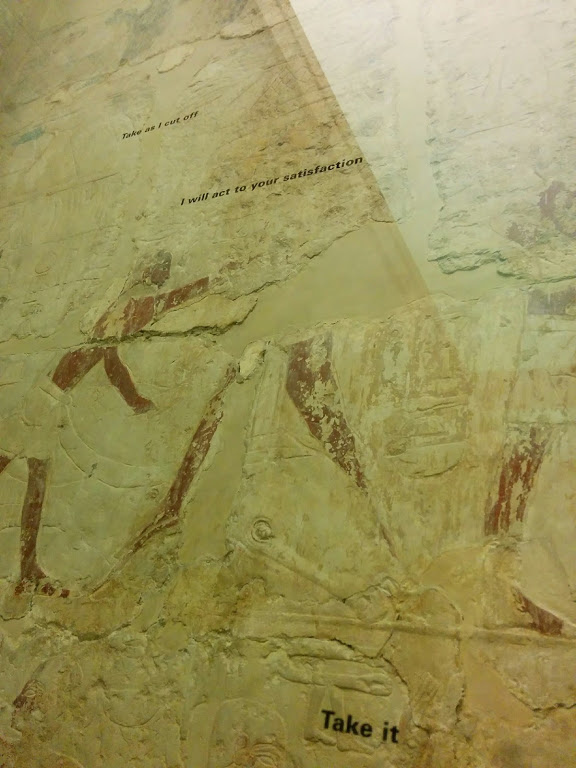
墓室的壁画

该墓室由地下墓室和地上的石灰石墓室组成。“马斯塔巴”分为四个房间，包括一个装饰精美的主祭供奉室，一个带有独立入口的次要供奉室。次要供奉室通过一个缝隙与serdab （阿拉伯语为“地窖”）相连，它是一个封闭的房间，里面有一尊朋内布的雕像，熏香的气味和圣歌的声音可以通过这个缝隙进入serdab。朋内布的墓穴位于主供奉室右侧。主祭供奉室装饰着一扇假门和彩绘浮雕，描绘了朋内布坐在一张供奉食物和其他物品的供奉桌旁。

## 在大都会艺术博物馆展出

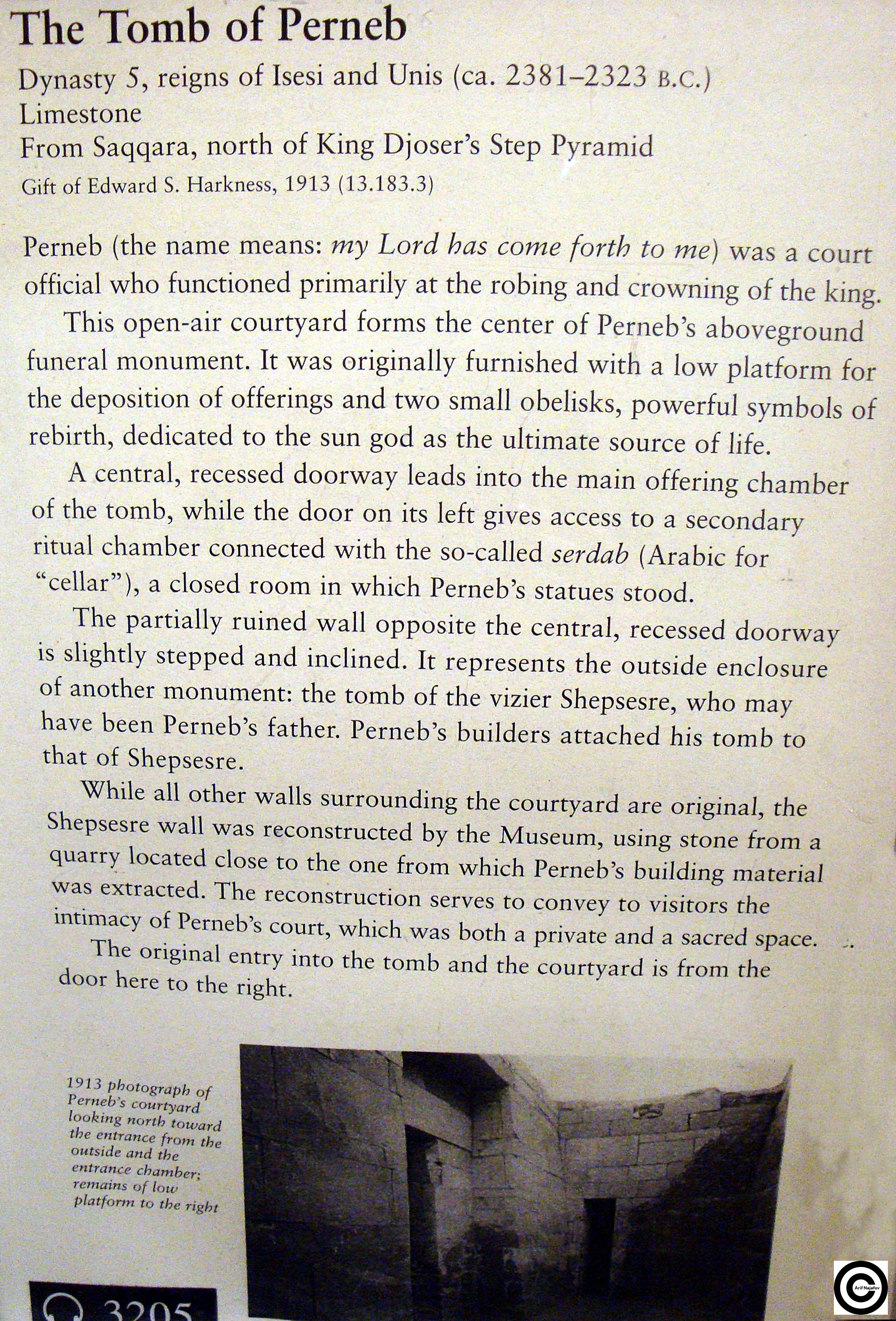
大都会美术馆朋内布墓室的展览标签

1913年，在无数埃及工人帮助下，阿尔伯特·利思戈和安布罗斯·兰辛拆除了这座墓室并在同一年将其从萨卡拉带到美国，由卡罗琳·兰塞姆·威廉姆斯接收。之后它被带到大都会美术馆的D4展厅中重新组装。
朋内布墓室于1916年2月3日向公众开放，兰塞姆称其“大获成功”。她给她的同事詹姆斯·亨利·布雷斯特德写信说：“人们在大都会美术馆第五大道入口处排成两排接踵而至。展览玻璃上的电灯指出了墓室原本的构造，整个墓室的排列和原本的墓室基本吻合，总体而言是精彩绝伦的。”
她还给公众和参观展览的参观者写了一个小册子《朋内布墓室，内有插图》。
原本墓室位置的西侧有两座小方尖碑，供奉着太阳神“拉”，但现在已不再与朋内布墓室一同展览。
2018年，它被搬到大都会美术馆的埃及展厅入口处。游客可以进入墓室并在房间中游览，壁画上的一些圣书体文字已被翻译成英文供游客阅读。